# Torrechiva
Torrechiva es un municipio de la provincia de Castellón perteneciente a la Comunidad Valenciana, España. Está situado en la comarca del Alto Mijares. Cuenta con una población de 127 habitantes (INE 2024). Se trata de un municipio hispanófono, en el que el español cuenta con el predominio lingüístico reconocido legalmente. El habla de Torrechiva  también cuenta con un sustrato aragonés importante y está incluido en la zona de habla churra.

## Geografía
Gran parte de su término, que está atravesado por el Río Mijares, se halla poblado de grandes extensiones de bosque en donde las especies predominantes son los pinos y las encinas. Así, 678 hectáreas del término municipal están ocupadas por extensiones boscosas y tan sólo 216 por superficies de cultivos.
Torrechiva disfruta de un clima muy agradable. Únicamente suele haber días fríos en la temporada invernal, que de todas maneras, no suelen ser numerosos. Las lluvias se producen con una gran irregularidad, estableciéndose fuertes contrastes entre los años de abundancia y otros de acusada sequía.
Desde Castellón de la Plana se accede a esta localidad a través de la CV-20.

### Localidades limítrofes

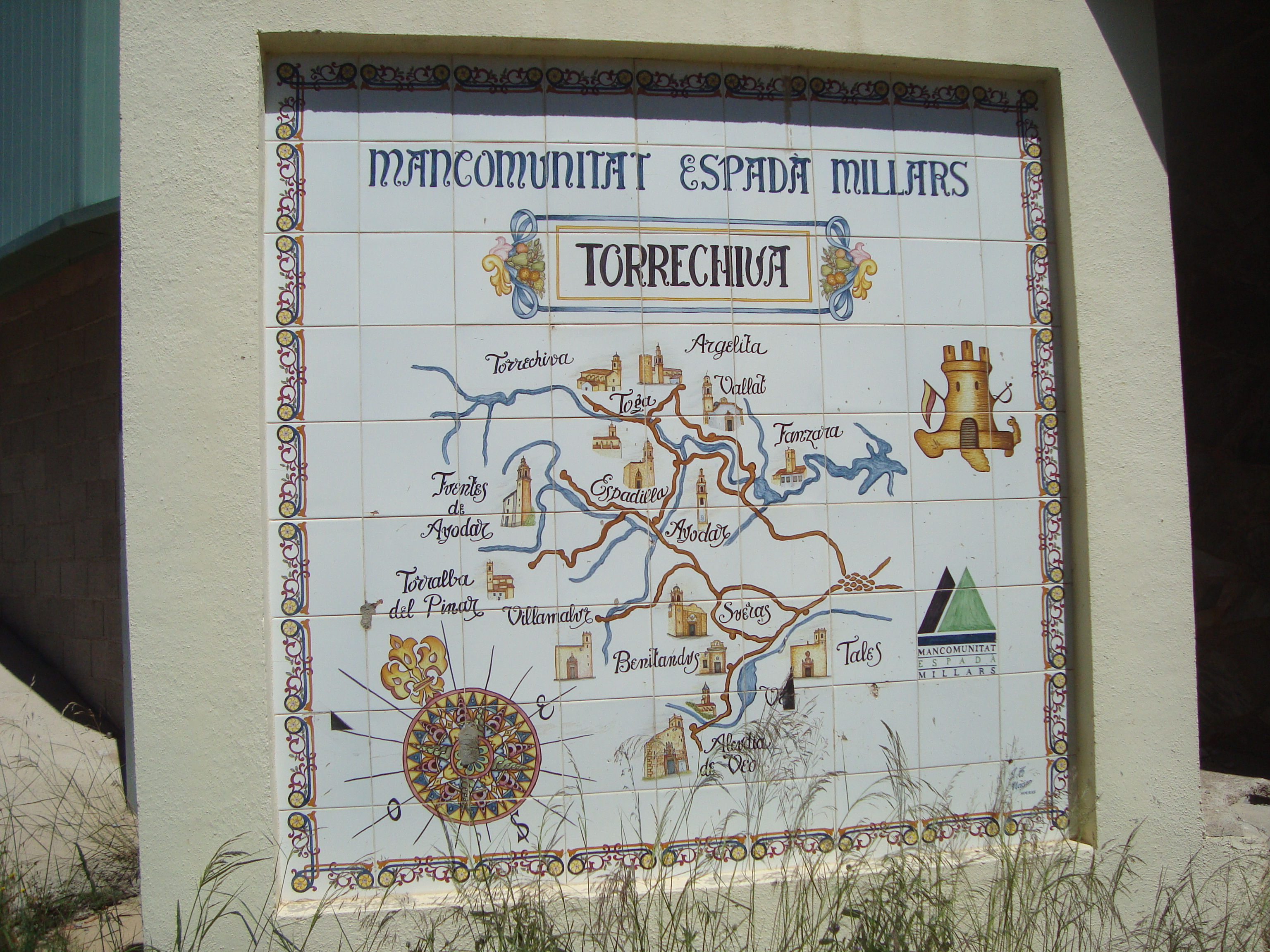
Torrechiva, mural cerámico, Mancomunidad Espadà-Millars

Cirat, Ludiente, Toga, Espadilla y Fuentes de Ayódar todas de la provincia de Castellón.

## Historia
Población de origen árabe que fue conquistada para las armas cristianas por el rey Jaime I en el siglo XIII.
Lugar de moriscos, entre 1565 y 1572 la población morisca ascendía a 17 casas. Con la expulsión de los moriscos, la población quedó reducida a 16 hogares en 1646. Hasta el siglo XIX formó parte del ducado de Villahermosa. Las principales producciones agrarias durante los siglos XVIII y XIX eran los cereales, algarrobos, almendro, olivos y moreras (que ha desaparecido en el siglo XX).
Durante las guerras civiles del siglo XIX estuvo, casi siempre, ocupada por los carlistas.

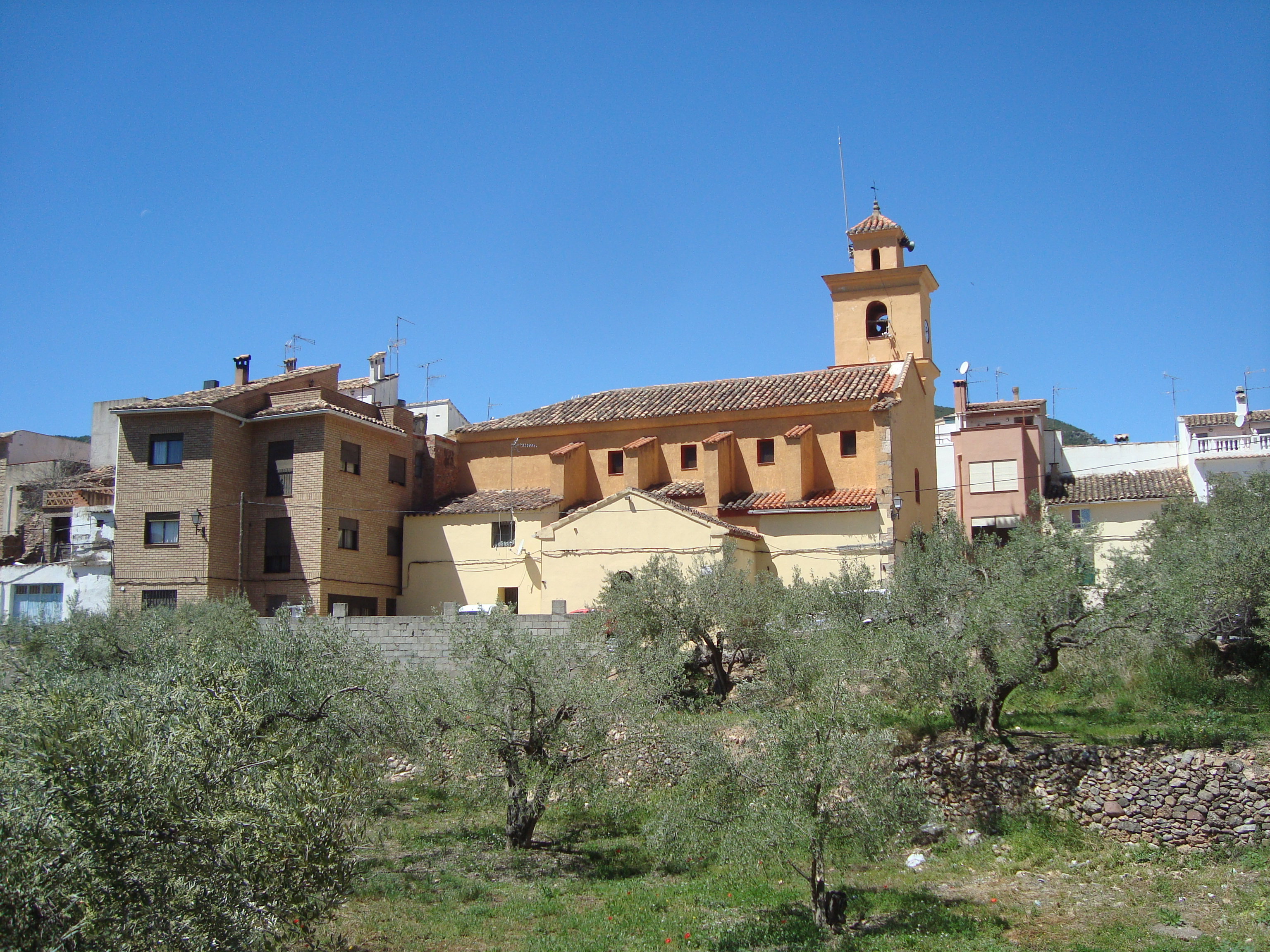
Torrechiva, Alto Mijares (Castellón)

## Administración
| Periodo                 | Nombre                      | Partido |
| ----------------------- | --------------------------- | ------- |
| 1923 - ???              | Benjamín Salas Gabaldá      |         |
| ??? - 29/11/1936        | Vicente Vivas Tiburcio      |         |
| 29/11/1936 - 18/01/1938 | Vicente Guillamón Campos    |         |
| 18/01/1938 - 25/07/1938 | Francisco Vivas Tiburcio    |         |
| 25/07/1938 - 27/06/1942 | Pascual Salas Gabaldá       |         |
| 27/06/1942 - 01/08/1948 | José Herrero Macián         |         |
| 01/08/1948 - 13/12/1952 | Joaquín Guillamón Campos    |         |
| 13/12/1952 - 18/04/1959 | Francisco Herrero Guillamón |         |
| 18/04/1959 - 02/07/1967 | José Périz Pons             |         |
| 02/07/1967 - 26/10/1967 | Carlos Lecha Chiva          |         |
| 26/10/1967 - 19/04/1979 | Joaquín Herrandis Guillamón |         |
| 19/04/1979 - 19/04/1980 | Joaquín Herrandis Guillamón | UCD     |
| 19/04/1980 - 28/05/1983 | Carlos Lecha Chiva          | UCD     |
| 28/05/1983 - 12/06/1985 | Carlos Lecha Chiva          | PDL     |
| 12/06/1985 - 28/11/1987 | Rafael Bonet Andreu         | PDL     |
| 28/11/1987 - 15/06/1991 | Rafael Bonet Andreu         | PL      |
| 15/06/1991 - 17/06/1995 | Rafael Bonet Andreu         | PP      |
| 17/06/1995 - 03/07/1999 | Esteban Salas Guillamón     | PP      |
| 03/07/1999 - 14/06/2003 | Esteban Salas Guillamón     | PP      |
| 14/06/2003 - 16/06/2007 | Esteban Salas Guillamón     | PP      |
| 16/06/2007 - 11/06/2011 | Esteban Salas Guillamón     | PP      |
| 11/06/2011 - 13/06/2015 | Esteban Salas Guillamón     | PP      |
| 13/06/2015 - 15/06/2019 | Esteban Salas Guillamón     | PP      |
| 15/06/2019 - Actualidad | Esteban Salas Guillamón     | PP      |

## Demografía
Torrechiva cuenta con una población de 127 habitantes (INE 2024).
| Gráfica de evolución demográfica de Torrechiva entre 1842 y 2021                                                    |
| |
| Población de derecho según los censos de población del INE Población de hecho según los censos de población del INE |

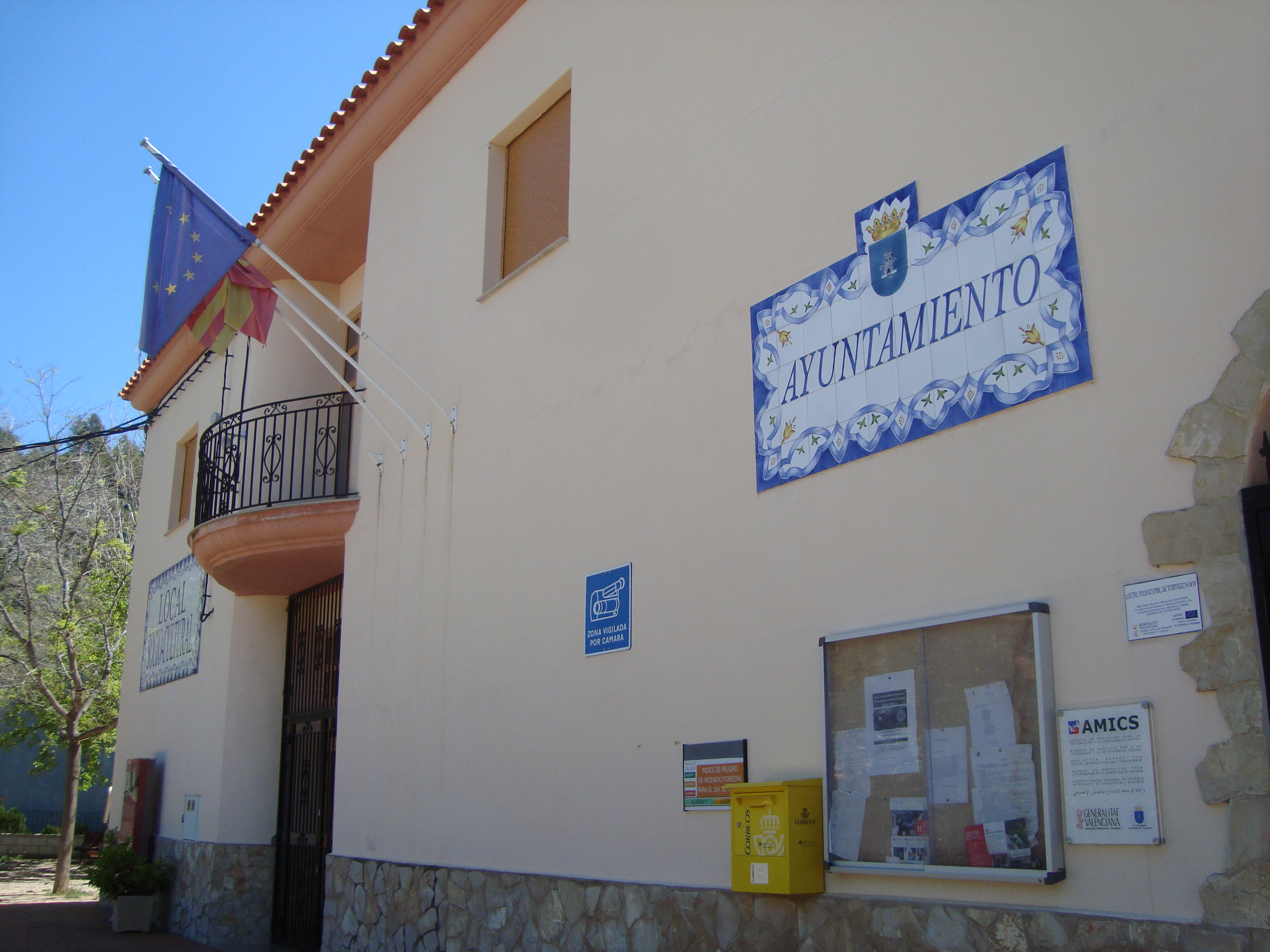
Ayuntamiento de Torrechiva

Desde finales del siglo XVIII hasta la segunda mitad del XIX, la población creció: pasó de 225 habitantes en 1794 a 527 en 1860. A partir de este año, la tendencia demográfica ha sido claramente negativa: 434 habitantes en 1900 y 62 en 1994.
| 1990 | 1992 | 1994 | 1996 | 1998 | 2000 | 2002 | 2004 | 2005 | 2006 | 2007 |
| ---- | ---- | ---- | ---- | ---- | ---- | ---- | ---- | ---- | ---- | ---- |
| 62   | 63   | 62   | 63   | 68   | 76   | 86   | 88   | 100  | 100  | 100  |

## Economía
La agricultura es casi exclusivamente de secano y los campos se ubican en el clásico abancalamiento en terrazas, aunque hoy en día gran parte de ellos están abandonados. También encontramos cultivos de regadío, sobre todo de cítricos, en la parte más baja del pueblo, junto al río Mijares.

## Monumentos

### Monumentos religiosos

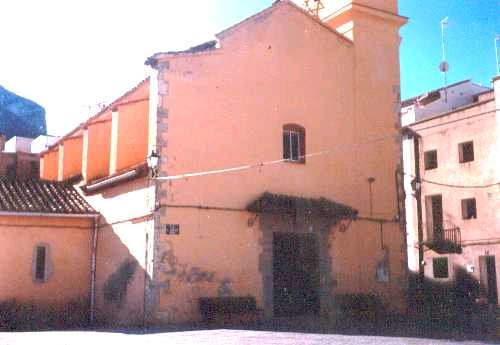
Iglesia Parroquial

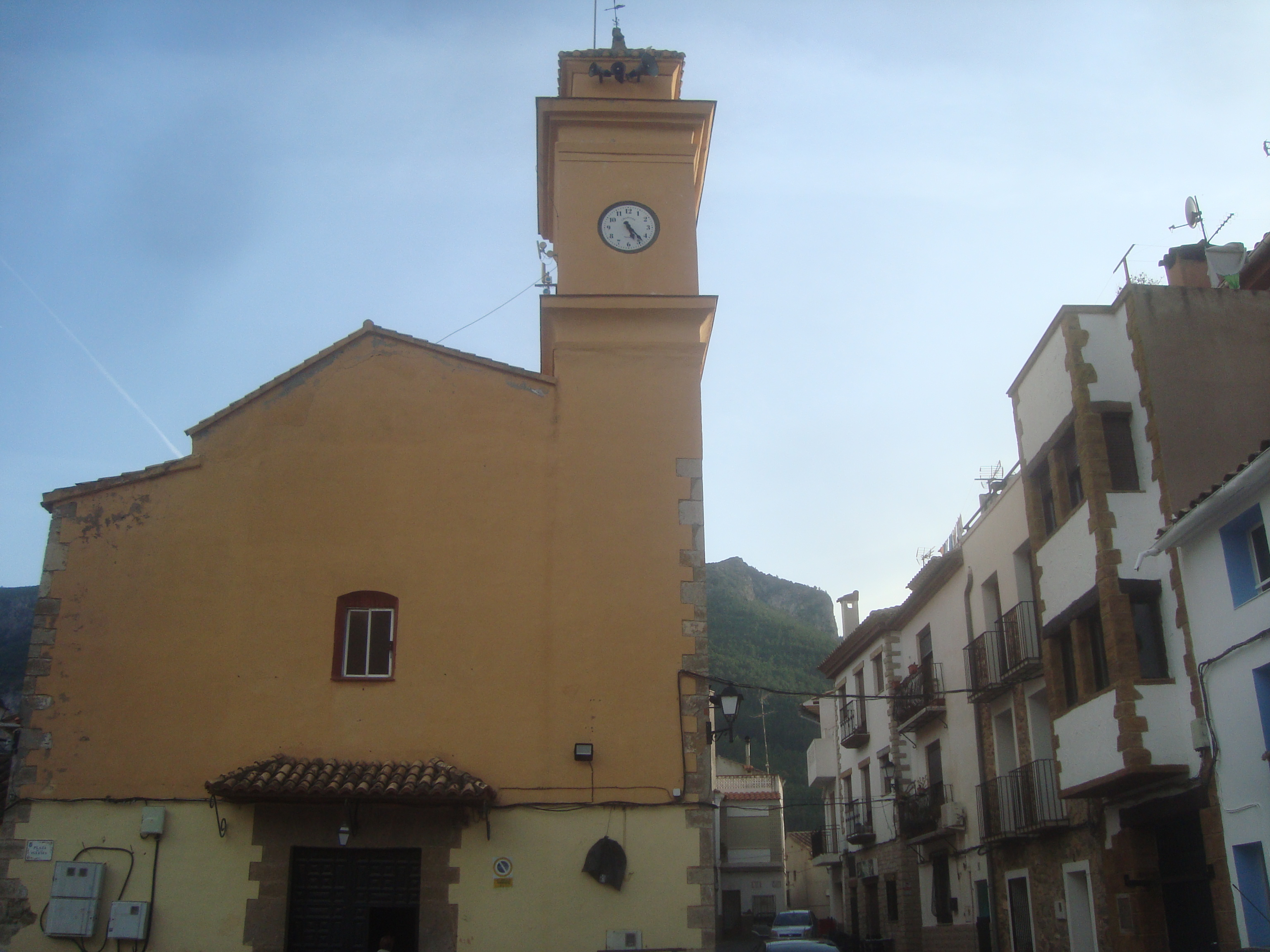
Torrechiva.

- Torrechiva.Iglesia Parroquial de San Roque. Dedicada a San Roque. Construida en el siglo XIX. Muy similar al resto de las iglesias existentes en la zona, de estilo barroco desornamentado o renacentista. Iglesia de una sola nave con dependencias anexionadas a la misma y campanario.

### Monumentos civiles
- Castillo. Restos del castillo de origen musulmán cuyos orígenes se fechan en el siglo XI. Actualmente se encuentra en ruinas y sólo la torre permanece en pie.

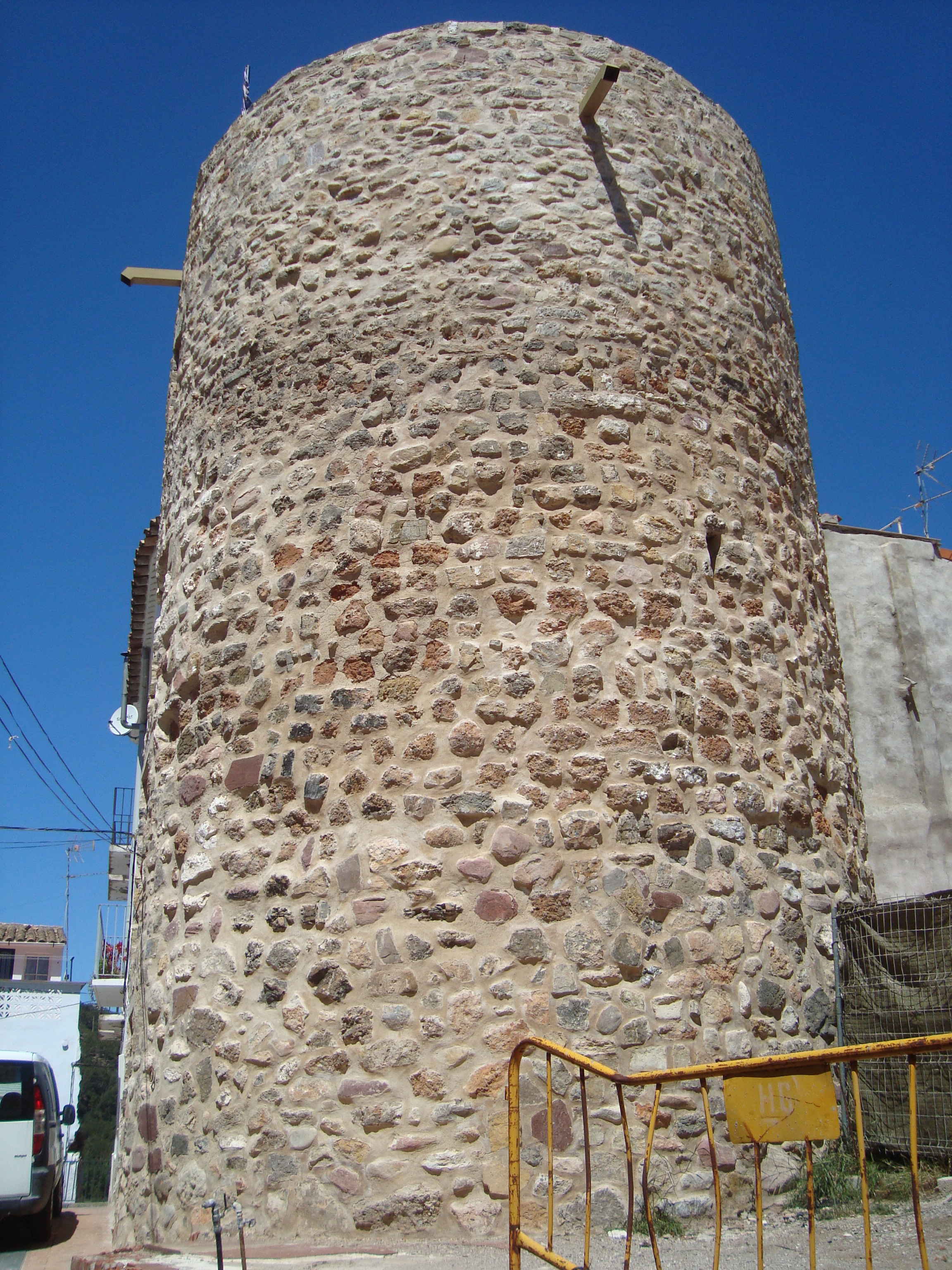
Torre de Torrechiva

- Torre de TorrechivaTorre de Torrechiva. Torre del siglo XIII, de origen árabe. Aunque su función no está claramente determinada, pudo ser parte de una alquería musulmana, aunque otros estudios señalan que fue una torre de vigilancia del estrecho que forma el río Mijares en las proximidades de la población. La torre se encuentra sumergida en la estructura urbana de la parte más antigua de la población, encontrándose adosada por ambos lados a sendas viviendas que sólo permiten apreciar parte de su estructura.

## Lugares de interés
- Río Mijares. Donde destacan el “Pozo de la Mortera”, el río de “La acequia”, “El puente roto”, etc.
- Ronda Mijares. Magnífico mirador sobre el curso del Mijares, adornado de pequeñas huertas en ambas márgenes y descollando de las mismas las plantaciones de naranjos. La rocosa carena adquiere altura hasta la cima de la Loma del Trapo, de puntiagudo y airoso farallón. Entre la Loma y la Cantera están los Tajos y el Puntal, que tiene la compañía del Morrón. De estas alturas descienden los pinares a buscar la querencia del río.

## Fiestas
- San Antonio Abad. Se celebra el 17 de enero. Se realiza una procesión en la que se bendicen los animales y se reparten rollos bendecidos y vino. También se realiza una hoguera.
- Fiestas Patronales de la Virgen de Agosto. Tienen lugar entre los días próximos al 15 de agosto, aproximadamente entre el 12 y 17. Se organizan verbenas, concursos, toros y se dice que suelen ser las mejores fiestas de la comarca del Alto Mijares en este mes.

## Gastronomía
Los platos típicos son: olla, arroz al horno, sopas de ajo.